# 瑪莉·諾艾爾·帕媞斯黛
瑪莉·諾艾爾·帕媞斯黛（法語：Marie-Noëlle Battistel，1956年8月20日—）是法國社会党政治人物，現任國民議會議員。

## 政治生涯
帕媞斯黛在1995年當選博蒙地区拉萨勒議員，3年后成为市长並連任數次。
2007年時，伊澤爾省第四選區議員迪迪埃·米高德邀請她擔任自身的替補議員。
2010年，她當選隆-阿爾卑斯大区议会議員。同年因迪迪埃·米高德轉任审计法院院長，帕媞斯黛獲社会党提名伊澤爾省第四選區議員補選。他於該次補選中當選，並一路連任至今。
帕媞斯黛是法國國民議會友台小組的一員，在2025年時擔任小組主席，並多次造訪台灣。